# Партизанская (станция метро, Москва)
«Партиза́нская» (до 1947 — «Изма́йловский парк культуры и отдыха имени Сталина», с 1947 до 1963 года — «Изма́йловская», с 1963 до 2005 года — «Изма́йловский парк») — станция Арбатско-Покровской линии Московского метрополитена. Расположена между станциями «Измайловская» и «Семёновская». Находится на территории района Измайлово Восточного административного округа Москвы. Конструкция станции: колонная трёхпролётная мелкого заложения. До 1954 года эта станция была конечной.
Особенностью станции является то, что на 3-м (центральном) пути иногда проводится экспонирование исторического подвижного состава местного метрополитена.
Открыта 18 января 1944 года в составе участка «Курская» — «Измайловский парк культуры и отдыха имени Сталина» («Измайловская»). Архитектор: Борис Виленский. Современное название дано в честь 60-летия Победы в Великой Отечественной войне. Объект культурного наследия народов России регионального значения.

## История
История проектирования станции «Партизанская» связана с историей проектирования Покровского радиуса Московского метрополитена, который должен был начинаться возле библиотеки имени Ленина и заканчиваться в Измайлове. Первый проект Покровского радиуса появился в 1932 году. После станции «Курский вокзал» планировалось построить станции «Гороховская улица», «Бауманская площадь», «Спартаковская площадь», «Переведеновский переулок», «Электрозаводская», «Семёновская площадь», «Мироновская улица» и «Стадион» (проектное название «Партизанской»). Изначально рассматривалось три варианта названия: «Стадион имени Сталина», «Стадион народов» и «Стадион СССР». Такие проекты названий связаны с тем, что ещё до начала войны недалеко от станции предполагалось сооружение огромного Стадиона народов им. Сталина. В связи с этим станцию было решено построить трёхпутной, чтобы исключить давку на станции во время проведения спортивных мероприятий. Предполагалось разгружать по два поезда сразу перед началом матча на стадионе, а по окончании матча — загружать одновременно по два поезда.
В декабре 1934 года была отменена станция «Гороховская улица», а в марте-апреле 1935 года «Переведеновский переулок» был переименован в «Бакунинскую улицу». В генеральном плане реконструкции Москвы 1935 года были исключены станции «Спартаковская площадь» и «Мироновская улица».

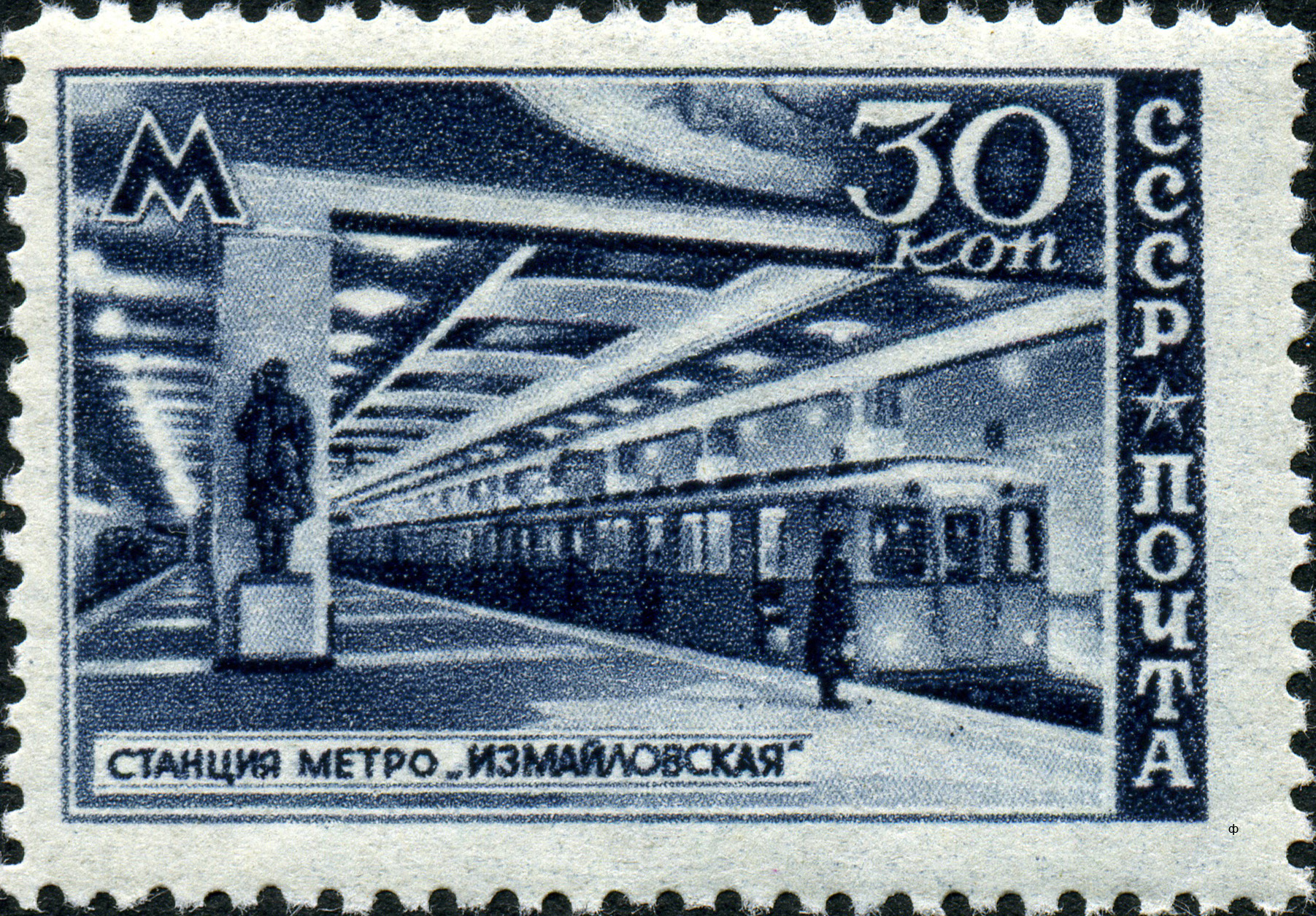
Почтовая марка СССР
«Станция „Измайловская“» (1947)

Строительство линий третьей очереди началось в 1938 году. Станция «Измайловский парк культуры и отдыха имени Сталина» строилась открытым способом. После начала Великой Отечественной войны строительство было заморожено, а сооружения использовались под убежища. Хотя строить стадион уже не планировалось, проект станции был реализован в первоначальном виде (кроме декора).
18 января 1944 года станция «Измайловский парк культуры и отдыха имени Сталина» была открыта в составе участка «Курская» — «Измайловский парк культуры и отдыха имени Сталина», после ввода в эксплуатацию которого в Московском метрополитене стало 28 станций. Станция имела длинное название и осенью 1947 года была переименована в «Измайловскую».
20 августа 1963 года была переименована в «Измайловский парк».

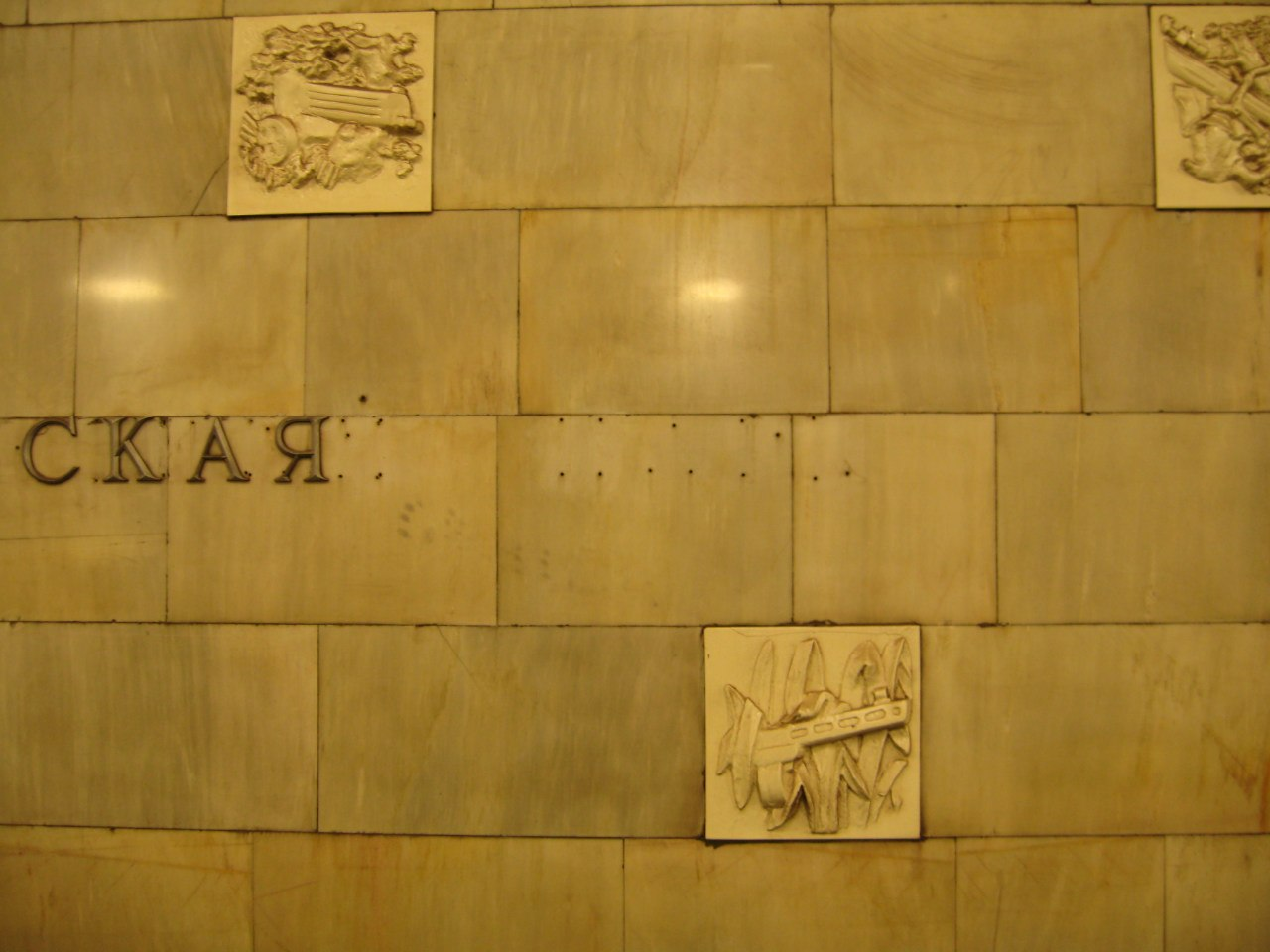
Следы от букв старого названия на путевой стене

3 мая 2005 года станции было дано новое название «Партизанская». Идею о переименовании выдвинул председатель Совета ветеранов Москвы В. И. Долгих, поскольку парк является местом встреч ветеранов партизанского движения. 3 мая 2005 года, в честь 60-летия празднования Победы в Великой Отечественной войне, соответствующее постановление подписал мэр Москвы Ю. М. Лужков. Это было
первое переименование станции метро после волны переименований начала 1990-х. Новое название станции вызвало бурные споры.
В период 15—19 мая 2015 года в честь 80-летия Московского метрополитена на среднем пути станции прошли две выставки уникального подвижного состава метрополитена. Во время первой выставки в течение 15 и 16 мая на станции демонстрировались снятые с эксплуатации исторические вагоны, сохранённые для будущей экспозиции в музее метрополитена и отреставрированные к началу выставки. В ходе экспозиции были представлены вагоны типов А № 1 (моторный) и 1031 (прицепной), Г № 530, УМ5 № 806, Д № 2037, Е № 3605 и контактно-аккумуляторный электровоз ВЭКА-001. Во время второй выставки, прошедшей 18 и 19 мая, на станции были выставлены служебные и хозяйственные поезда.

## Архитектура и оформление

Скульптурная группа «Партизаны»

Памятник Герою Советского Союза Матвею Кузьмину

Памятник Зое Космодемьянской

Оформление станционного зала посвящено теме партизанского движения. Колонны и верх путевых стен облицованы серовато-желтовато-белым мрамором Прохоро-Баландинского месторождения, низ — коричневой керамической плиткой. Капители колонн украшены барельефами: лесная чаща и советский автомат ППС[уточнить] на ветке. Путевые стены также украшены барельефами (скульптор С. Л. Рабинович). На стенах расположены многочисленные квадратные керамические плитки с рельефами, которые изображают различные виды советского оружия. На двух ближайших к выходу колоннах установлены скульптуры Зои Космодемьянской и партизана Матвея Кузьмина (скульптор М. Г. Манизер). Над средним путём станции находятся ниши, в которых располагались большие круглые светильники и фрески художника А. Д. Гончарова, не сохранившиеся до наших дней.
Проектное название станции: «Стадион им. Сталина». Станция изначально была рассчитана на большой пассажиропоток, поскольку стадион имени Сталина должен был стать самым крупным стадионом СССР, и поэтому на станции были уложены три пути. Предполагалось также строительство второго выхода, который и должен был вести к стадиону, с единственным в Москве шестиниточным эскалатором, поскольку на станции три пути; но стадион имени Сталина так и не был построен — сначала из-за войны, а затем из-за неблагоприятных гидрогеологических условий, — и оформление станции было изменено. Трёхпутная структура у станции осталась, и станционный зал «Партизанской» был самым широким в Московском метрополитене вплоть до открытия станции «Нижегородская» 27 марта 2020 года.
У станции один выход в западном торце. Две лестницы соединяют обе платформы с подземным кассовым вестибюлем. На промежуточной площадке выходных лестниц рядом с мостиком над средним путём расположена скульптурная группа «Партизаны» (в центре Павел Елисеевич Кривоносов, справа Тося Петрова) (скульптор М. Г. Манизер). Две длинные лестницы — одна на спуск, другая на подъём — соединяют подземный вестибюль с поверхностью. Наземный павильон представляет собой массивное прямоугольное строение с фасадом, украшенным глубоким портиком с колоннами чёрного диабаза. Изнутри стены облицованы белым и красным мрамором.
В конце 2007 — начале 2008 года асфальтовое покрытие пола станции было практически полностью заменено на тёмный мрамор; при этом светлый мрамор, которым был выполнен орнамент на полу, был заменён на красный гранит. В торце станции асфальтовое покрытие пока не снято.

## Путевое развитие

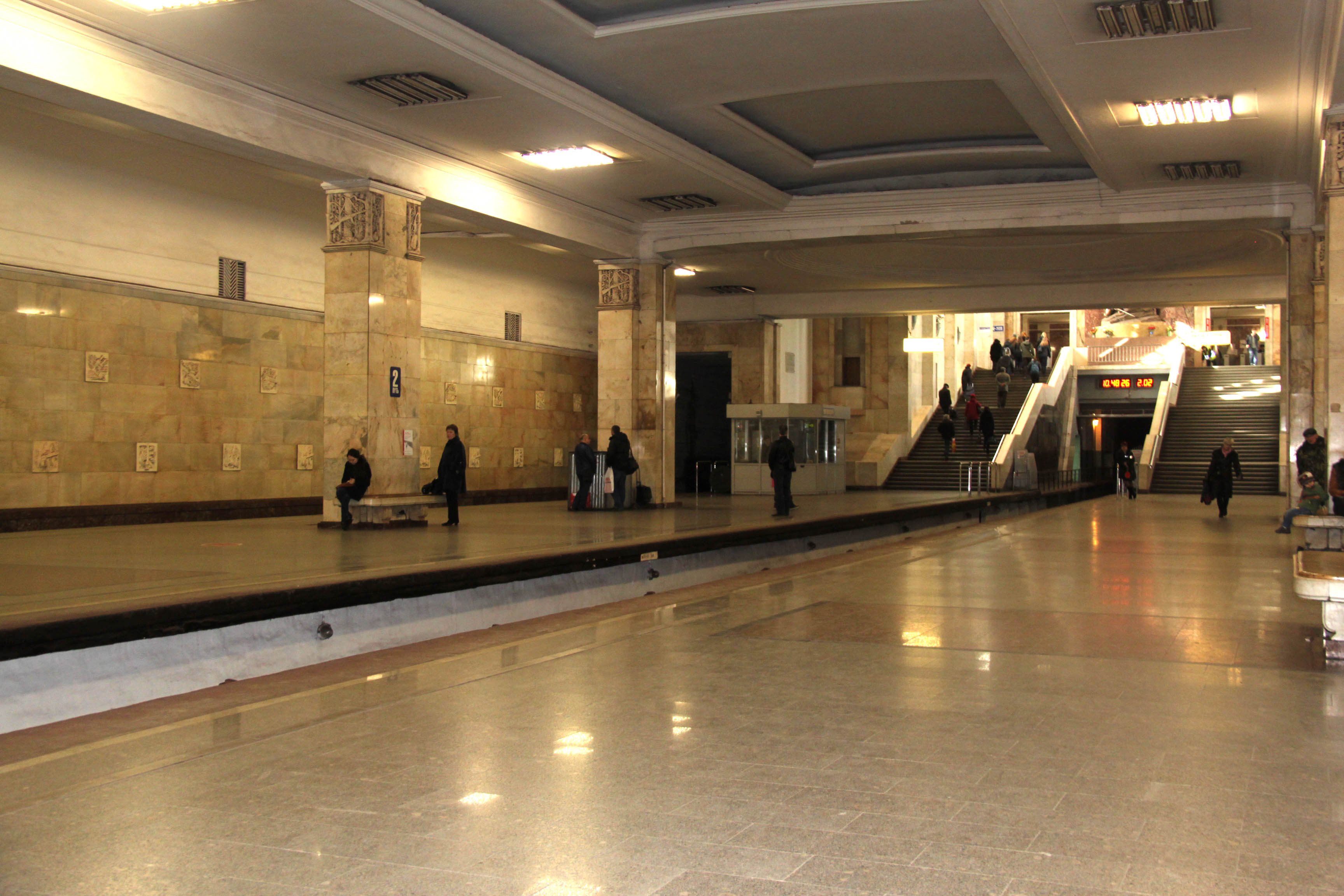
Станционный зал

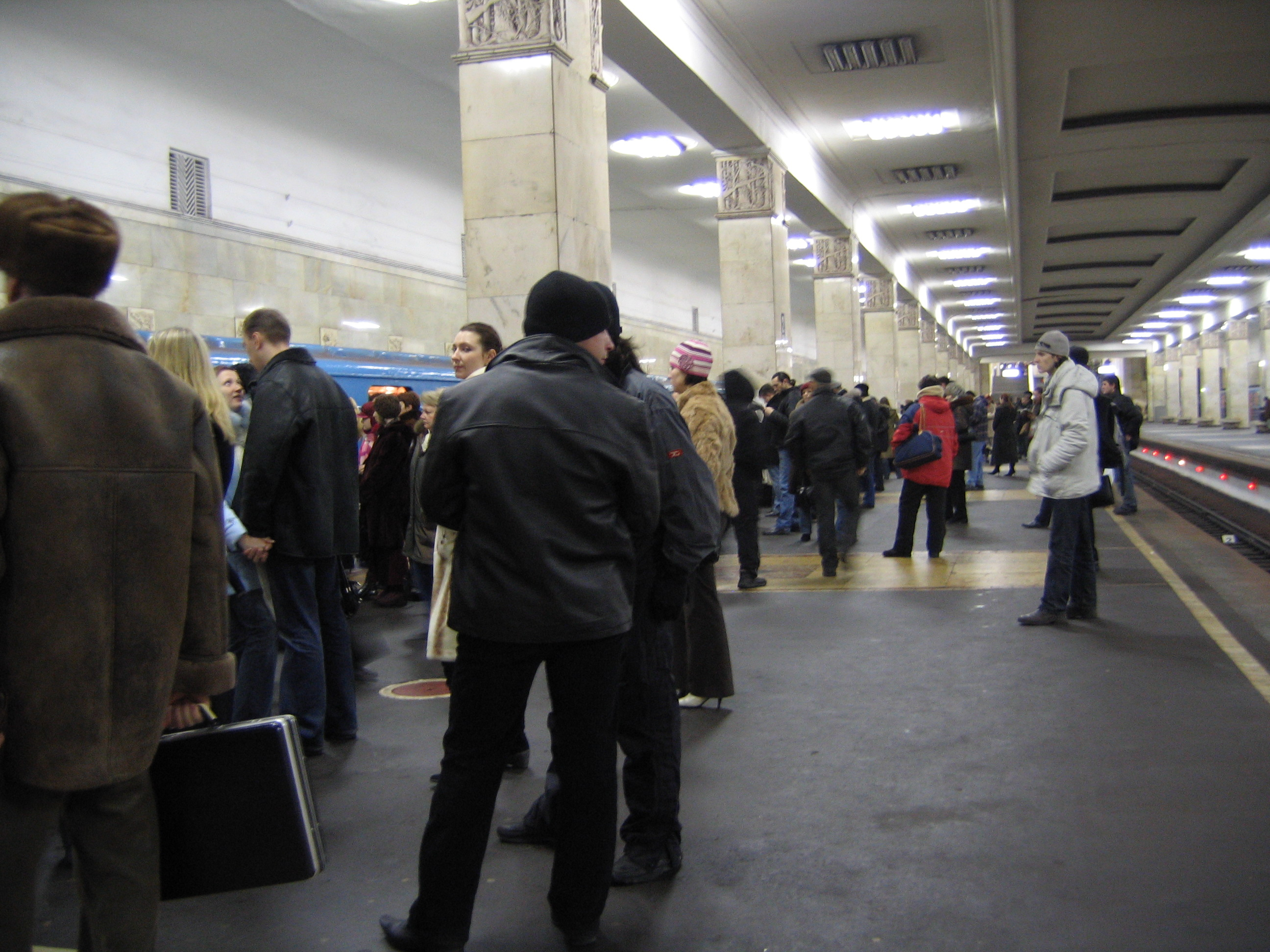
«Партизанская» после высадки пассажиров из следующего в депо состава

За станцией находится перекрёстный съезд. Движение в сторону «Измайловской» осуществляется по стрелке по отклонению. Главный путь ранее продолжался на несколько десятков метров и заканчивался тупиком. Он был первоначально предназначен для пуска дополнительного состава в сторону центра после окончания матчей на планировавшемся Стадионе Народов, а впоследствии — для подземного продления линии в Измайлово. Сейчас стрелка демонтирована, и рельсы на продолжении главного пути разобраны. Аналогичный задел есть и с другой стороны, но там пути никогда не было.
За станцией после выхода на поверхность находится съезд в депо «Измайлово». Таким образом, «Партизанская» является конечным пунктом для следующих в депо маршрутов.
До конца 1947 года станция являлась конечной и имела путевое развитие — три стрелки — только со стороны станции «Семёновская». Для оборота поездов, посадки и высадки пассажиров использовался только средний путь. Боковые пути могли использоваться только для отстоя поездов (на один путь было возможно принять состав из центра, а с другого пути отправить состав в центр). За станцией не было никакого путевого развития, все три пути являлись тупиковыми. Тупиковая призма среднего пути находилась в пределах платформы станции, и за ней был переходный мостик с одной платформы на другую. Оборотные тупики за станцией были введены в эксплуатацию 9 декабря 1947 года.
В начале 1950 года за станцией было открыто электродепо «Измайлово». Были построены соединительные тоннели между станцией и депо. В тоннелях разместился двойной перекрёстный съезд для оборота поездов и служебная платформа. В этот тоннель были продлены все три пути со станции, переходный мостик между платформами перестал существовать, а оборот поездов был перенесён в этот тоннель.
В конце 1954 года в депо «Измайлово» была открыта станция «Первомайская», все поезда стали следовать дальше до этой новой станции.

## Расположение и пересадки
На станции один (западный) вестибюль. Выход в город к Измайловскому шоссе, Народному проспекту, Измайловскому парку.
На незначительном удалении от станции расположен остановочный пункт Московского центрального кольца Измайлово, на который возможна непрямая уличная пересадка. Пассажиры метрополитена и МЦК могут пересаживаться между линиями с осуществлением билетного контроля, но без дополнительного списывания поездки в течение 90 минут с момента первого прохода, если пассажир сохранил и при пересадке приложил билет, использованный им ранее для входа.

## Наземный общественный транспорт

### Городской
На этой станции можно пересесть на следующие маршруты городского пассажирского транспорта:
- Автобусы: 20, 131, 211, 372, 634, с676, т22, н3
- Трамваи: 11, 12, 32

### Областной
Вблизи станции расположена автостанция «Измайловская», обслуживающая многие пригородные маршруты автобусов в восточную часть Московской области (в частности, на Балашиху, Ногинск, Орехово-Зуево, Павловский Посад, Реутов, Рошаль, Старую Купавну, Электросталь).

## Станция в цифрах
- Код станции — 050[1].
- Пикет ПК0102+03[17].
- По данным 1999 года, ежедневный пассажиропоток составлял 42 570 человек[20].Согласно статистическому исследованию 2002 года, ежедневный пассажиропоток составлял: по входу — 48 600 человек, по выходу — 54 300 человек[21].
- Время открытия станции для входа пассажиров — 5 часов 30 минут, время закрытия — 1 час ночи[22].
- Таблица времени прохождения первого поезда через станцию[23]:

| По чётным числам                 | Будние дни | Выходные дни |
| По нечётным числам               | Будние дни | Выходные дни |
| В сторону станции «Измайловская» | 05:59:00   | 05:59:00     |
| В сторону станции «Измайловская» | 05:59:00   | 05:59:00     |
| В сторону станции «Семёновская»  | 05:31:00   | 05:31:00     |
| В сторону станции «Семёновская»  | 05:31:00   | 05:31:00     |

## Перспективы
По планам 1971 года станция должна была стать пересадочной на Большое кольцо.

## Станция в культуре
В постапокалиптическом романе Дмитрия Глуховского «Метро 2033» станция была базой троцкистов.